# Africa Cup 1B 2014
La Africa Cup 1B del 2014 se disputó en Nabeul, ciudad de Túnez.
Se organizó como eliminatoria entre Costa de Marfil, Senegal, Uganda y Túnez. Luego de los 4 partidos que se desarrollaron en el Stade Municipal, el equipo local se consagró campeón.

## Equipos participantes
- Selección de rugby de Costa de Marfil (Éléphants)
- Selección de rugby de Senegal (Lions de la Téranga)
- Selección de rugby de Túnez
- Selección de rugby de Uganda (The Rugby Cranes)

## Play off
|  | Semifinales     | Semifinales |       |                 | Final        | Final        |  |
|  |                 |             |       |                 |              |              |  |
|  |                 |             |       |                 |              |              |  |
|  | Uganda          | 19          |       |                 |              |              |  |
|  | Uganda          | 19          |       |                 |              |              |  |
|  | Costa de Marfil | 22          |       |                 |              |              |  |
|  | Costa de Marfil | 22          |       | Costa de Marfil | 6            |              |  |
|  |                 |             |       | Costa de Marfil | 6            |              |  |
|  |                 |             | Túnez | 26              |              |              |  |
|  | Senegal         | 14          | Túnez | 26              |              |              |  |
|  | Senegal         | 14          |       |                 |              |              |  |
|  | Túnez           | 22          |       |                 | Tercer lugar | Tercer lugar |  |
|  | Túnez           | 22          |       |                 | Tercer lugar | Tercer lugar |  |
|  |                 |             |       |                 |              |              |  |
|  |                 |             |       |                 | Senegal      | 32           |  |
|  |                 |             |       |                 | Senegal      | 32           |  |
|  |                 |             |       |                 | Uganda       | 31           |  |
|  |                 |             |       |                 | Uganda       | 31           |  |
|  |                 |             |       |                 |              |              |  |

## Semifinales
| 10 de junio | Uganda | 19 - 22 | Costa de Marfil |  |  |
|             |        | Reporte |                 |  |  |

| 10 de junio | Túnez | 22 - 14 | Senegal |  |  |
|             |       | Reporte |         |  |  |

## Tercer puesto
| 14 de junio | Uganda | 31 - 32 | Senegal |  |  |
|             |        | Reporte |         |  |  |

## Final
| 14 de junio | Costa de Marfil | 6 - 26  | Túnez |  |  |
|             |                 | Reporte |       |  |  |

| Bandera de Túnez               |
| Campeón de Africa Cup 1B Túnez |
| Primer título                  |